# 沖松島站
沖松島站（日语：／ Oki-Matsushima eki */?）是位於日本香川縣高松市、屬於高松琴平電氣鐵道（琴電）志度線的鐵路車站，車站編號為S03，現時為無人車站。

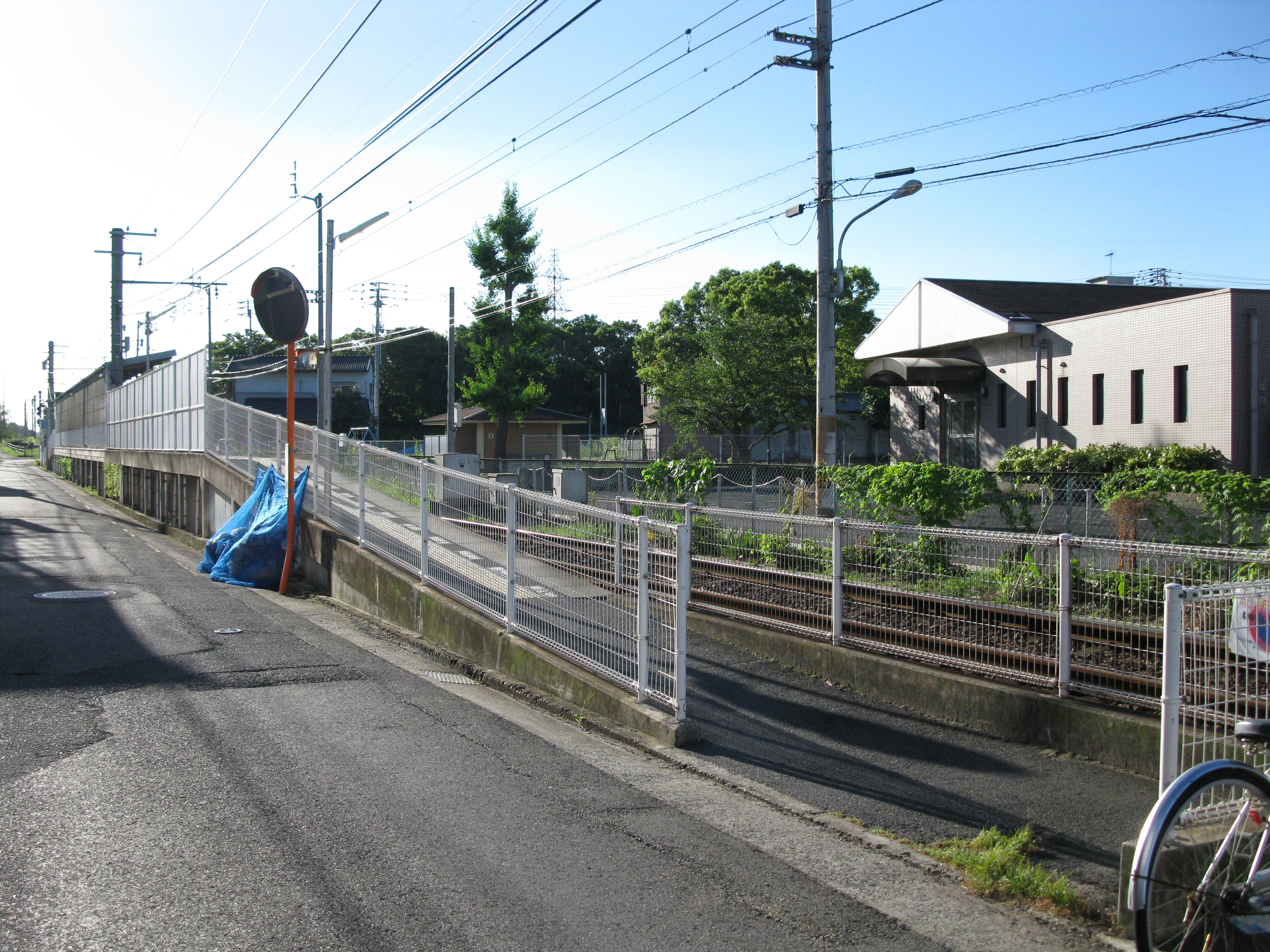
月台(2010年8月)

## 車站結構
現時使用的車站為第二代，採用簡易車站模式，第一代車站位於向松島二丁目站方向約190米（即大約現時福岡町四丁目30位置，即舊市營火葬場旁）。出入口設於月台兩端，均採用無障礙斜道，而在東邊出入口旁則建了1座男·女共用的洗手間1座。

### 月台配置
設有側式月台1個，長度約為60米。月台背面全被鐵皮及半透明膠板所圍封，而東邊斜道及約三分之二的月台也置有上蓋。月台兩端均設有對應出、入閘專用的IC卡感應器，而自動售票機則置於月台東側感應器旁。月台上設有多張獨立座椅式的候車長櫈。列車到站時，往瓦町方向為右側上落；往志度方向為左側上落。
| 路線     | 方向 | 目的地             | 備註 |
| -------- | ---- | ------------------ | ---- |
| ■ 志度線 | 上行 | 瓦町方向           |      |
| ■ 志度線 | 下行 | 大町、琴電志度方向 |      |

## 歷史

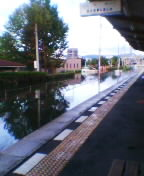
受2004年颱風暹芭影響而引發的潮漲，令路軌一段淹沒，水位更及至月台處。

- 1911年11月18日：隨東讚電氣軌道今橋站～志度站開通而開業[1]。
- 1992年11月5日：隨高松市齋場公園開園，車站向琴電志度方遷移約190米。
- 2004年8月31日：受2004年颱風暹芭潮漲影響，令高松市沿岸一帶受到嚴重水浸，車站亦被淹沉，至9月1日14時止全線停駛[2]。

## 使用狀況
| 1日上落人數推斷 | 1日上落人數推斷 |
| 年度            | 1日平均人數     |
| --------------- | --------------- |
| 2011            | 616             |
| 2012            | 656             |
| 2013            | 651             |
| 2014            | 667             |
| 2015            | 680             |
| 2016            | 697             |
| 2017            | 707             |
| 2018            | 701             |
| 2019            | 752             |
| 2020            | 537             |
| 2021            | 537             |
| 2022            | 611             |

## 相鄰車站
高松琴平電氣鐵道（琴電）
■志度線
松島二丁目 (S02) - 沖松島 (S03) - 春日川 (S04)

## 外部連結
- 高松琴平電鐵沖松島站資訊 （页面存档备份，存于）（日語）